# Петропавловск (аэропорт)
Международный аэропорт Петропавловск (каз. Халықаралық Петропавл Әуежайы), (ИАТА: PPK, ИКАО: UACP) — международный аэропорт расположенный в 11 км южнее от города Петропавловск в Северо-Казахстанской области (Казахстан). Управляется холдингом Orbis Kazakhstan. По итогам 2024 года аэропорт обслужил 126 879 пассажиров. В настоящее время аэропорт обеспечивает выполнение регулярных рейсов в Алматы, Астану и Шымкент. В 2025 году возобновился чартерный рейс в Египет.

## История
К концу 1935 года появился грунтовый аэродром в районе рабочего поселка Петропавловска. Первые почтово-пассажирские рейсы на самолетах типа По-2 начали выполняться в феврале 1935 года.

## Технические данные
После реконструкции взлетно-посадочной полосы аэропорт Петропавловска может принимать современные типы воздушных судов без ограничений. Airbus A320, Airbus A321, Airbus A330, Airbus A350, Boeing 737, Boeing 757, Boeing 767, и др. типы ВС 3-4 класса, вертолёты всех типов. Максимальный взлётный вес воздушного судна 171 тонн. Классификационное число ВПП (PCN) 28/R/B/X/T.

## Реконструкция аэропорта
С 2014 года по 16 декабря 2016 года была проведена модернизация пассажирского комплекса  за счет республиканского бюджета. Ранее была завершена реконструкция взлетно-посадочной полосы. В результате проведенных работ было усилено существующее покрытие полосы асфальтобетоном толщиной 10 см, полоса удлинена до 2800 м и расширена до 45 м. Кроме этого, реконструировали рулежную дорожку и перрон, установили светосигнальное оборудование по требованиям международных стандартов.

## Управление
С 2022 года аэропорт Петропавловска находится в доверительном управлении у ТОО «Международный аэропорт Кызыл-Жар». Управление осуществляется через группу Orbis Kazakhstan, которая инвестировала в объект свыше 1,2 млрд тенге. Ранее аэропорт лишился сертификата эксплуатанта, и управление им было передано по пятилетнему договору.

## Авиакомпании и направления

### Пассажирские рейсы

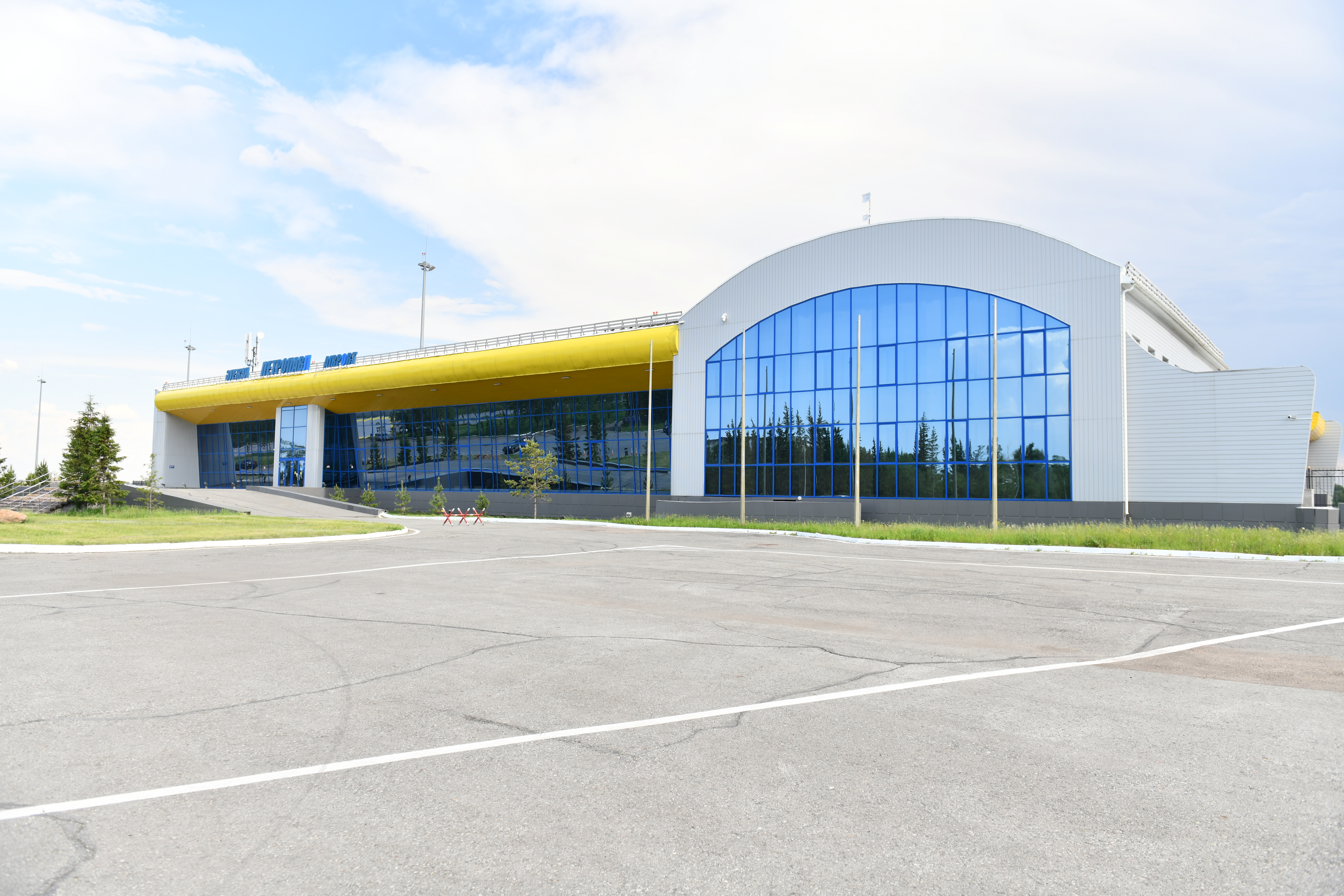
Здание терминала аэропорта Петропавловска в 2025 году

По состоянию на 2025 год аэропорт обслуживает рейсы следующих авиакомпаний:
| * | Сезонные направления  |
| * | Чартерные направления |

## Показатели
В 2024 году аэропорт города Петропавловск обслужил 126 879 пассажиров.